# Георги Веселинов (писател)
Георги Владимиров Веселинов е български детски писател и поет, литературен критик и изследовател на българската литература.

## Биография
Роден е в София в семейството на строителен работник, но прекарва детските си години в трънското село Рани луг. Детството му минава в бедност, а едва във втори клас майка му умира и го оставя сирак. От нея обаче Веселинов вече бил закърмен с любов към народната поезия и преданията.
Гимназиално образование получава в село (днес град) Койнаре, Кнежа и Бяла Слатина. През 1934 година завършва специалност „Славянска филология“ в Софийския университет. Работи като учител в Кула, хуманитарната гимназия „Св. св. Кирил и Методий“, Пловдив и София.
Първите си стихове на социална тематика печата в списание „Жътварка“. През 1937 г. излизат първите му стихове за деца в детското вестниче „Барабанче“. Две години по-късно под името Георги Владимиров издава първата си книга за деца „Чудният скитник“. С това име авторът пише много произведения за деца, предимно стихотворения, които излизат на страниците на списания „Светулка“, „Детски свят“, „Венец“ и др. След Втората световна война продължава да сътрудничи на детския периодичен печат, но вече с името Георги Веселинов.
През 1947 г. за няколко месеца преподава български език в Белград. От 1949 г. работи като асистент в Софийския университет, а от 1959 г. е професор.
През 1973 г., след откриването на специалността българска филология в Пловдивския университет, е сред положилите основите на множество от днешни филологически и педагогически специалности като хоноруван литературовед от столицата, заедно с Александър Пешев, Николай Драганов (1915 – 1977), Цвета Унджиева (1930), Дочо Леков (1928 – 2003), Стефан Елевтеров (1930 – 1997), Маргарита Митовска (1935), Лиляна Грашева (1936), Иван Павлов (1944 – 2005).
Научните интереси на Веселинов са свързани със следосвобожденската българска литература и с детската литература. Изследва творчеството на Алеко Константинов, Васил Ив. Стоянов, Ран Босилек, Никола Вапцаров и др. Автор е на учебници и буквари. Участва в съставителството на христоматии и сборници с поезия за деца.
Съставител е на първото букварче за хиляди български деца, в периода 1977 – 1983 Архив на оригинала от 2022-03-28 в Wayback Machine.. Участва в букварчето и със своето стихотворение Прозорче към света Архив на оригинала от 2022-03-28 в Wayback Machine.и като съставител в колектив Архив на оригинала от 2022-03-28 в Wayback Machine..
Георги Веселинов умира на 22 юли 1978 г. в София.

## Публикации
Стихотворения
- Прозорче към света
- Родино мила
- Кокиче
- Най-щастлив е…
- Лакомата мецана
- Самохвалко
- Дремливка
- Мързеливата кукла
- Моята сестричка
- Селска радост
- Към дома
- Малка, но много знае
- Пролет

Книги за деца
- „Чудният скитник“ (1939)
- „Златното пламъче“ (1947)
- „Батко казва“ (1947)
- „Ручеите пеят“ (1948)
- „Златна книга за песните“ – сборник (1949)
- „Гости неканени“ (1964)
- „Да четем и да броим“ (1965)
- „Весело календарче“ (1967)
- „Майчица-сенчица“ (1968)
- „Ручеят от планината“ (1970)
- „Дъга“ (1971)
- „Безстрашните юнаци“ (1972)
- „Гора еленова“ (1972)
- „Горска приказка“ (1972)
- „Радостни очи“ – сборник (1978)
- „Как наш Кольо стана слон“ (1978)
- „Самохвалко“ (1978)
- „Пролетна радост“ – посмъртно (1979).

Съставител
- „Китка“ – Петко Р. Славейков (1978)
- „Син съм на юнашко племе“ – Иван Вазов (1986)
- „Буквар за първи клас“ (1977) Архив на оригинала от 2022-03-28 в Wayback Machine.

Христоматии и учебници
- Българска детска литература: Христоматия. (Наука и изкуство, 1966 – 289 страници)
- Българска детска литература: Христоматия. (Наука и изкуство, 1971 – 311 страници)
- Българска детска литература: Христоматия. (Наука и изкуство, 1975)
- Детска литература: Учебник за института за детски учителки (в съавторство с Лъчезар Станчев – 1972 – 256 страници)

Очерци и статии
- „Алеко Константинов. Критико-биографичен очерк“ (очерк, 1959)
- „Литературни очерци и портрети“ (очерк, 1959)
- „Един отдавнашен познайник на малките читатели. Васил Ив. Стоянов на 75 години“ (статия)
- „Ран Босилек – майстор на художественото слово за деца“ (статия)
- „Вапцаровите стихове за деца и юноши“ (статия)
- „Първите майстори“ (предговор, „Прозорче към миналото“, издателство „Български художник“, 1967)